# Hylopetes nigripes
Hylopetes nigripes es una especie de roedor de la familia Sciuridae.

## Distribución geográfica
Es  endémica de Filipinas.

## Hábitat
Su hábitat natural son: zonas tropicales o subtropicales, de bosques áridos